# Beatriz Santos
Eva Beatriz Soares dos Santos (Porto Alegre, 10 de dezembro de 1950), mais conhecida como, Beatriz Santos é uma política brasileira. Mudou-se para o Rio de Janeiro, residindo no município de São Gonçalo. Antes de sua vida política era empresária e como cidadã esteve à frente de trabalhos sociais pela Associação Beneficente Cristã (ABC).
Em 2001 foi vereadora pelo Partido Liberal (PL) do município de São Gonçalo por dois mandatos consecutivos 2001/2004 (PL) e 2005/2007 (PSL), este último interrompido ao concorrer às eleições de 2006. Na câmara foi responsável pela presidência da Comissão de Cultura e Desporto, secretaria da Câmara e vice-presidência da Comissão de Direitos da Mulher.
Em 2006 eleita Deputada Estadual com quase 40 mil votos assumiu a presidência do Partido Republicano Brasileiro (PRB) de São Gonçalo. Na Alerj atua como presidente da Comissão de Combate às Discriminações e Preconceitos de Raça, Cor, Etnia, Religião e Procedência Nacional; vice-presidente da Comissão de Defesa dos Direitos da Mulher; membro das Comissões de Segurança Alimentar e Legislação Indicativa e Prevenção ao uso de drogas e dependentes químicos em geral e Presidente do PRB Mulher. Além dessas atividades a parlamentar coordena projetos Sociais da Instituição Recriar e Projetos Esportivos da Força Jovem Brasil.
Como mérito de sua vida pública recebeu diplomas como personalidade Gonçalense, de Cidadã Rotariana (Rotary International), do Instituto Histórico e Geográfico de São Gonçalo, de Destaque em Evidência Gonçalense.